# Mehrmals täglich
Mehrmals täglich (auch Darf ich Sie zur Mutter machen?) ist eine deutsche Filmkomödie aus dem Jahr 1969 mit Dieter Hallervorden und Rotraud Schindler in den Hauptrollen. Der Film lief am 18. Februar 1969 in den deutschen Kinos an.

## Handlung
Der Student Ulrich Vogler und sein fünfjähriger Sohn Dieter haben durch ein Scheidungsurteil Ehefrau und Mutter verloren. Nun suchen beide dringend eine Nachfolgerin, denn die Nachbarin hetzt ihnen das Jugendamt auf den Hals, weil sie der Meinung ist, das Kind würde vernachlässigt werden. Dabei ist Ulrich nur ein rechter Tollpatsch und ein Missgeschick folgt dem anderen. Daher kann er das Jugendamt ebenfalls nicht von seinen väterlichen Qualitäten überzeugen und so möchte man einen Nachweis über eine intakte Ehe, ansonsten müsse der Sohn in ein Heim.
Einzige Voraussetzung für die neue Ehefrau und Mutter: sie muss gute Königsberger Klopse machen können. Ulrichs Freund Lothar bietet bei der Suche seine Hilfe an. Allerdings beweist er dabei nicht gerade ein goldenes Händchen. Er sucht in Nachtbars, Museen und sogar in einem Ruderboot nach der Traumfrau – aber vergeblich. Die Zeit drängt, denn auch in der Kindertagesstätte macht der kleine Dieter Probleme und das Jugendamt setzt Ulrich ein Ultimatum. Auf seiner krampfhaften Suche nach einer Frau gerät er von einer peinlichen Situation in die andere. So gelangt er bei einem Ausflug mit dem Ruderboot nicht nur an die Grenze zur DDR, sondern stößt seine Kandidatin versehentlich ins Wasser, woraufhin er Ärger mit deren Vater bekommt, weil er die Wiederbelebungsversuche missdeutet.
Ulrich versucht es nun auch per Heiratsannonce, was aber auch nicht den gewünschten Erfolg bringt. Aber auch sein Freund Lothar hat eine neue Idee und will das skandalöse Ultimatum des Jugendamts als Story in der Zeitung veröffentlichen. Doch damit nimmt die Katastrophe ihren Lauf, weil nun die halbe heiratswillige Frauenwelt Berlins bei Ulrich vor der Tür steht. Lothar übernimmt zwar das „Casting“, aber Ulrich ist das nicht recht und schickt alle Damen wieder weg. Aber auch die Sachbearbeiterin des Amts, lässt sich diese halbseitige Darstellung nicht bieten und setzt Ulrich ein Ultimatum. Lothar will ihm wieder helfen und besorgt auf die Schelle eine „verlässliche neue Frau“, doch die bringt drei kleine Kinder mit in Ulrichs Wohnung, was ihn an den Rand des Nervenzusammenbruchs bringt. Zudem ist sie noch verheiratet, sodass das Jugendamt nun Ernst macht und Dieter wegholen will. Kurzerhand flieht Ulrich mit seinem Sohn, rutscht dabei auf einer Bananenschale aus und landet im Krankenhaus. Hier besucht ihn eine Mitarbeiterin des Jugendamts, die sich bei Ulrichs häufigen Besuchen im Amt in ihn verliebt hat und erklärt, er müsse sich keine Sorgen mehr machen. Da Ursula Köhling auch das Rezept für Königsberger Klopse kennt, steht einer gemeinsamen Zukunft nichts mehr im Weg.

## Kritik
Cinema.de schrieb: „Die Suche eines Altstudenten nach einer Mutter für seinen Sohn ist Hallervordens erster abendfüllender Film (Kinotitel: «Mehrmals täglich») mit dabei: Ex-Frau Rotraud Schindler und Sohn Dieter. In der Komödie nimmt Hallervorden vor allem das Bürokratenwesen aufs Korn.“
In seinem Entstehungsjahr urteilte der Evangelische Filmbeobachter: „Ein in Deutschland schon nicht mehr für möglich gehaltener gelungener Unterhaltungsfilm, der nicht mehr will als gut unterhalten. Das gelingt ihm auch.“ (Kritik Nr. 112/1969)

## DVD-Veröffentlichung
Der Film wurde am 7. Juli 2005 von Turbine-Medien auf DVD veröffentlicht.